# 蛙茶番
『蛙茶番』（かわずちゃばん）は、古典落語の演目。別題として『素人芝居』（しろうとしばい）、『舞台番』（ぶたいばん）。
町内の素人芝居で、舞台番（場内整理や観客誘導などの係）に指名され不満を漏らした男が「お前なら舞台番でも見てくれる」という言葉を受けて舞台に立ったものの、褌を締め忘れたまま下半身をあらわにして起きる騒動を描く。武藤禎夫は「卑猥な内容だけに、笑いは多くても嫌みを感じさせずにやるのはなかなかむずかしい」と述べている。6代目三遊亭圓生は『円生全集』第1巻（新版、1967年）に収録された飯島友治との対談で、「近頃は普通の席では、あまり演りませんが、若い時分にはよく演りましたよ。（中略）相当の位置になったら、あまり振り廻して、いい噺ではありません」と述べている。
褌を忘れる、という落ち（サゲ）の小咄として享保元年（1716年）の『軽口ちばこの玉』第4巻「緋縮緬の褌」があり、また蛙が男性の陰部を蛇と勘違いするという落ちは文政9年（1826年）の『滑稽笑顔種』第2巻「虫拳」に見えており、武藤禎夫は「これらの小咄を組合わせて一編の落語に仕立て」たと推測している。
6代目圓生は、かつてはこの演目に対しては警察が過剰に反応し、口演中に警察官が入ってきたために半次が湯から出る場面で話を切ったり、周囲の落語家で始末書を取られたことがあったと話している。東大落語会編『落語事典 増補』では「初代燕枝が警視庁へたびたび呼ばれて油をしぼられたという」と記している。
1940年9月に当時の講談落語協会が警視庁に届ける形で口演自粛を決定した禁演落語53演目に含められた。

## あらすじ
ある商店で、店内に舞台をしつらえ、店員や出入りの商人で『天竺徳兵衛韓噺』の「忍術譲りの場」を演じることになり、くじ引きで配役を決めた。当日になり、巨大なガマガエル役の伊勢屋の若旦那が、仮病を使って休んでしまった。そのため芝居の幕を上げることができず、舞台の頭取（一切を取り仕切る役）を任じている番頭は困り果てる。番頭は丁稚（小僧）の定吉を代役に仕立てることにするが、安くない駄賃と休暇を要求され、泣く泣く了承する。
番頭は、舞台番を担当するはずの建具屋・半次（半公）がいつまで待ってもやって来ないことに気づく。定吉が迎えに行くと、半公は怒っており、「役をやらせてもらえると思ったら裏方だったので面白くなく、さらに店の旦那に「『いつか化物芝居の座頭をやるなら頼む』とまで言われた」と定吉にこぼす。
引き返した定吉の報告を聞いた番頭は、「半公が岡惚れしている小間物屋の娘・みい坊の名を使って半次を釣れ。『素人役者なんかより、半ちゃんの粋な舞台番を観たいわ』と言っていた、と半公に吹き込め」とアドバイスする。
うまくだまされた半公は、自分をより粋に見せようと、祭の時に仕立てた真っ赤な縮緬のふんどしを急いで質屋から請け出し、湯屋へ向かった。「おやじ、油っ紙はねぇかな? ふんどしを包んで、頭に結わいつけて湯に入（へ）えるんだ」「それじゃ川越えだ。大事なら番台で預かりますよ」「後ろの神棚にでも上げといて……」「馬鹿言っちゃいけねえ」
半公が湯に入っていると、定吉が駆け込んできて、早く店の舞台に来るように「早く来ないとみいちゃんが帰っちまう」と、再度嘘を言って急かす。これを聞くなりあわてた半公は湯から飛び出し、体も拭かず、急いで着物を着て駆け出す。
店へと向かう途中、出入り先の鳶頭（カシラ）に出会った半公は着物のスソをまくり、「いい物だろう? 」と自慢をする。カシラは「確かにすごい」とうなる。「どっしり目方（重量感）があるんだ。物がいいから、丈が長（な）げえんだ。女子供を驚かそうと思ってよ」「なるほど。気が小せえ奴が見たら目ぇ回すぜ」「くわえて引っ張ってみてくれよ、チリチリっていい音が……」「冗談言うな!!」
半公が自慢しているつもりになっているふんどしは、そのとき湯屋の番台に置かれたままであった。
半公が店へ入り、ようやく幕が開く。舞台袖から見渡してもみい坊の姿が見えないので、半公は不審に思うが、ふんどしを見せれば発見できるだろう、と考えて、誰も騒いでいないのに「静かに静かに」と番を務めつつ、着物のスソをまくる。
半公の異様な姿に気づいた酔狂な観客が「ようよう、半公、日本一! 大道具!」と大向う（掛け声）をかけたので、調子に乗った半公は客席の方に乗り出していく。
この間に芝居は、大盗賊の徳兵衛が、赤松満祐の幽霊から忍術の極意を伝授される、という見せ場に入る。ここで大どろ（太鼓）が鳴り、ガマの登場になるはずが、ガマ役の定吉が舞台袖から舞台へ向かおうとしない。
番頭が「おいおい、定吉! 早く出なきゃだめだよ」と声をかけると、定吉は「いいえ、ガマは出られません」と答える。「なんでだ?」「あすこで、青大将が狙ってます」

## バリエーション
雑誌『百花園』に掲載された4代目橘家圓喬の速記では、『素人芝居』の題で、同じ題材の『吐血』（別名『五段目』）を演じた後に本演目を続ける形になっている。
6代目三遊亭圓生は、『仮名手本忠臣蔵』の五段目の素人芝居で勘平を演じたい人間が皆勘平役で登場するのを「へぇ、勘平（観兵）式かしらん」という小咄を、マクラに入れていた。
また、6代目圓生によると、かつては『天竺徳兵衛韓噺』で徳兵衛が妖術を（夢で）伝授される場面までを演じた後に、定吉が竹の先に引っかけた布巾を見せながら「布巾は、水にも、陸（おか）にも住みますもので、呉服屋の店にある時は、大切の品で、布巾だけで求めますれば、あとはかわず（蛙）でございます」と口上茶番（台詞だけで演じる芝居）をやるよう命じられる落ち（サゲ）だったことが、『蛙茶番』という演題の由来だという。